# Damnatz
Damnatz (udtale: [damˈnaːt͡s], er en landsby og kommune med ca. 300 indbyggere i Landkreis Lüchow-Dannenberg i Niedersachsen, Tyskland. Damnatz ligger i biosfærereservatet Biosphärenreservat Niedersächsische Elbtalaue direkte ved floden Elben. Kommunen tilhører Samtgemeinde Elbtalaue, der har Dannenberg (Elben) som administrations-by. Kommunerådet i Damnatz havde ved kommunalvalget i 2016 7 medlemmer. Kommunens borgmester er Torsten Schulz.
Damnatz hedder på vendisk egestedet. Damna eller Dumna var det uddøde vestslaviske sprog polabisks ord for egetræ. Bynavnet føres dermed helt tilbage i tiden før den tyske kolonisation af området omkring 1150 efter Kristus fødsel.
Kommunen Damnatz består siden kommunalreformen fra 1972 af de fem landsbyer:
- Barnitz
- Damnatz har to hoteller, brandstation og en kirke fra 1617
- Jasebeck er et gods som oprindelig en gård under godset Gutes Wehningen på den anden side af Elben. Ved siden hovedbygningen fra 1927 og diverse landbrugsbygninger fra det 19. og 20. århundrede ses resterne af en ringborg.
- Kamerun ved udflytning af gårde fra Damnatz. Flere huse blev ramt af artilleriild i april 1945
- Landsatz med 47 indbyggere blev første gang nævnt skriftlig i 1330

- Gård i Barnitz fra begyndelsen af det 18. århundrede
- Sjældent bagerhus i Barnitz fra 1721 (renoveret)
- Rester af en befæstning ved Jasebeck
- Saksergård fra 1879 i Landsatz
- Saksergård fra 1894 i Landsatz

Biogasanlægget Fabel producerer siden 2001 strøm til det offentlige net af affald fra roer-, løg-, kartoffel og andet affald.
Seide
Hovedvejen B 191 Dannenberg–Ludwigslust forløber ca. tre kilometer syd for Damnatz og berører vest for landsbyen Langendorf også komunen Damnatz. Cykel og vandrevejen Elberadweg fra Riesengebirge (tysk navn for bjergkæden Karkonosze) på grænsen mellem Polen og Tjekkiet) til Cuxhaven går over Elben-diget gennem kommunen.

## Damnatz Kirke
Allerede i 1386 nævnes en kirke, men man ved ikke noget om kirkebygningen og dens indretning. 1617 var bønderne efterhånden blev så velhavende, at de med egen arbejdskraft og byggematerialer kunne bygge deres egen kirke . Kirken er bygget med et polygonal (firehjørner) apsis i øst og et højrehjørnet vesttårn. Med sine solide egebjælker og bindingsfyldningerne med mursten dokumenterer bygningen den daværende kulturepoke i sammenklang med de lokale byggematerialer.
Det evangeliske kirkesogn Damnitz består af bondelandsbyerne Landsatz, Barnitz og Damnatz.

## Historie
De gamle betegnelser for Damnatz var omkring 1340 gården Domnitze, 1348 domnatze, 1450 Dampnatze, Damnatze, 1710 Damatz, 1858 Damnaze, og 1939 Damnatz. Bynavnet er slavisk oprindelse.
Trediveårskrigen ramte Damnatz i 1635. Efter de forråede protestantiske og katolske tropper trak sig tilbage lå Damnatz og nabolandsbyerne i ruiner og befolkningen kæmpede for den daglige overlevelse. Kirkebygningen blev heldigvis skånet, men ikke for plyndringer. Bjælker, stole og andet fat inventar var i god behold. Kirken er den eneste bygning i Damnatz som i nutiden er bevaret fra den langvarige krig.
Fra 1810 til 1813 var Damnatz en del af Kanton Quickborn som var en forvaltningsenhed i Kongeriget Westfalen.
1813 forskansede en gruppe af napoleonske soldater sig i Damnatz Kirke. Skudhullerne kan også ses i nutiden.
I den sidste fase af 2. verdenskrig var Damnatz og nabolandsbyerne fyldt med flygtninge fra det udbombede Hamborg.
Fra den 23 til 26. April 1945 blev Damnatz og Kamerun ramt af artilleri-ild og cirka 7 huse og gårde blev ødelagt. I den sidste fase af 2. verdenskrig var Damnatz og nabolandsbyerne fyldt med flygtninge fra det udbombede Hamborg.
Den 1. juli 1972 blev nabokommunen Landsatz en del af kommunen.

## Kultur og seværdigheder
Damnatz Kommune strækker sig 6 km langs med Elben. Den kendte cykelvej Elberadweg fører igennem hele kommunen. Foruden landbrug er turismen et vigtigt erhverv med 2 hoteller, 1 restaurant og private ferielejligheder. En del kunstnere har også fundet deres hjem her.
I Damnatz befinder der sig siden 1994 på et 10.000 m² stort areal en skulpturpark. Parken er beliggende ned til Elben. Skulpturerne er fra 10 forskellige kunstnere. I en ombygget lade står der en samling af skulptur, maleri og installation. I løbet af året arrangeres der kunstudstillinger, koncerter og foredrag.
Siden februar 2011 tilbyder kulturhuset Kulturtenne Damnatz musik-, kabaret-, kunstudstillinger, udvalgte film og foredrag.
På kirkegården i Damnatz ligger forfatteren Nicolas Born begravet. Gravstenen er lavet af billedhuggeren Klaus Müller-Klug.

## Natur
Områdets flora har en stor betydning, særlig for arter der trives i oversvømmede enge og andre arter som er på IUCN's rødliste som mosser og lav. Af plantearter i området er der blandt andre Kortskaftet skeblad. Følgende sjældne arter og truede dyrearter/ -grupper findes Damnitz Kommunes område: Bæver, odder og snoge. Af fuglearter kan nævnes: Sort glente, rød glente, atlingand, høgesanger, rødrygget tornskade, stor kobbersneppe, trane, sort stork og hvid stork og natravn. Området har mange rugekolonier og er også vigtig for trækfugle.

## Galleri
- Gård i Damnitz fra 1661
- Huset fra 1767 er den sidste rest fra et gammelt teglværk
- Lade Damnitz fra 1802
- Gård i Damnitz fra omkring 1870
- Tidligere mejeri i Damnitz fra 1904
- Gård i Damnitz fra 1909